# Immunità passiva
L'immunità passiva è il trasferimento dell'immunità umorale attiva tramite anticorpi preformati.
L'immunità passiva può verificarsi in modo naturale, quando gli anticorpi materni vengono trasferiti al feto attraverso la placenta, o può essere indotta artificialmente, quando vengono trasferiti alti livelli di anticorpi specifici verso un agente patogeno o una tossina (ottenuti da esseri umani, cavalli o altri animali) a persone non immuni, attraverso emoderivati contenenti anticorpi, come nella terapia con immunoglobuline o sieroprofilassi con immunoglobuline iperimmuni.
L'immunizzazione passiva viene utilizzata quando davanti ad un alto rischio di infezione il tempo è ritenuto insufficiente per l'organismo a sviluppare la propria risposta immunitaria, oppure per ridurre i sintomi di malattie in corso o immunodepressive.